# GRACE (ドラマー)
GRACE（グレイス、1964年9月21日 - ）は、日本のドラマー、作詞家、作曲家、著述家、占い師。

## 略歴
1980年に結成された麝香猫に加入。1989年、メンバーのロザ、デビルとともに3人で「jaco:neco」にバンド名を改名してメジャー・デビュー。3枚のアルバムをリリース。
脱退後、フリーランスのドラマーとして活動している。自分のバンドでは自作の曲を歌唱する。
1990年代の後半からは作詞家、作曲家としても活動を始め、沢田研二のツアーに帯同。沢田のアルバム、シングルに数多くの詞を提供した。

## 経歴
愛知県生まれ。
1979年、ドラムに初めて触る。
1980年、「麝香猫」に加入。
1982年、高校1年の時、ヤマハのコンテスト「MidLand'82」出場。「海'82」「脳天気Rock'n Roll」の二曲を演奏し、ベストドラマー賞を受賞。
1987年、徳間ジャパンのオムニバス「レベルストーリートSOME GIRLS」に参加。
1989年、メルダックよりメジャー・デビュー。1stアルバム「jaco:neco」をリリース。
1990年、ライブビデオと2ndアルバム「HIGH PEOPLE」をリリース、アルバム収録曲の「お前はヴィーナス」がスマッシュヒット。
1991年、3rdアルバム「3P」をリリース。
「jaco:neco」脱退後、鈴木祥子、CHARA、くるり、遠藤賢司、荻野目洋子、hitomi、鈴木紗理奈、田村直美、佐野史郎のバンド「Sanch」ら数々のミュージシャンのレコーディングやツアーに参加。
1998年、角川mini文庫より『幸せを呼ぶカラー占い』を上梓。
2007年、主演した井上都紀監督の映画「大地を叩く女」（長見順、かわいしのぶ、柴草玲と出演）がゆうばり国際ファンタスティック映画祭2008・オフシアターコンペティション部門グランプリ受賞。

## 沢田研二への主な詞提供
- シングル「鼓動」（1999年8月6日リリース）
- アルバム「耒タルベキ素敵」（2000年09月13日リリース）
  - ねじれた祈り　作詞：GRACE  作曲：加瀬邦彦
  - アルシオネ　作詞：GRACE  作曲：伊藤銀次
  - ベンチャー・サーフ 　作詞：GRACE  作曲：井上堯之
  - 猛毒の蜜　作詞：GRACE  作曲：山下尚輝
  - 確信 　 作詞：GRACE 作曲：吉田建
  - 生きてる実感　作詞：GRACE  作曲：加藤ひさし
- アルバム「Pleasure Pleasure」（2009年6月10日リリース）
  - Pleasure Pleasure 　作詞：GRACE 　作曲：白井良明
  - Smash the Rock 　作詞：GRACE　作曲：柴山和彦

## 参加ユニット
- パンチの効いたブルース!（長見順、かわいしのぶ、GRACE）
- ミュージック・ヘアー（大西ユカリ・長見順・柴草玲・GRACE・かわいしのぶ・あのゆかり）
- 筆おろし（長見順・柴草玲・GRACE）
- MOTHER（田村直美・ichiro・GRACE）

## 文筆活動
1984年に名古屋のバンドを続ける傍ら、タウン誌の編集に携わり、ライターとしても活動。次第に小さい頃からの趣味だった占いを専門とするライターとして「宝島」などに連載。1998年角川mini文庫より『幸せを呼ぶカラー占い』を出版した他、現在も、ムックの占い特集付録の監修などもしている。